# Hara-Ate
Der Hara-Ate (japanisch 腹当［て］) ist eine Rüstung aus Japan.

## Beschreibung
Der Hara-Ate ist eine leichte Rüstung, im Gegensatz zu der schweren Rüstung (jap. Yoroi) bedeckt sie nur die Vorderseite des Körpers. Sie besteht aus einer Art Schürze die aus einem Brust- und einem Oberschenkelstück besteht. Die Materialverwendung ist unterschiedlich. Es gibt die Ausführungen Hara-Ate mit Plattenrüstung („Karuta“), Kettenrüstung („Kusari“), sowie in einer Art Brigantine („Karuta-Tatami“). Die Version der Hara-Ate-Karuta-Tatami-Do ist zusammenfaltbar, um sie leichter transportieren zu können, wenn sie nicht getragen wird. Der Hara-Ate wird mit Bändern am Rücken fixiert.

## Galerie

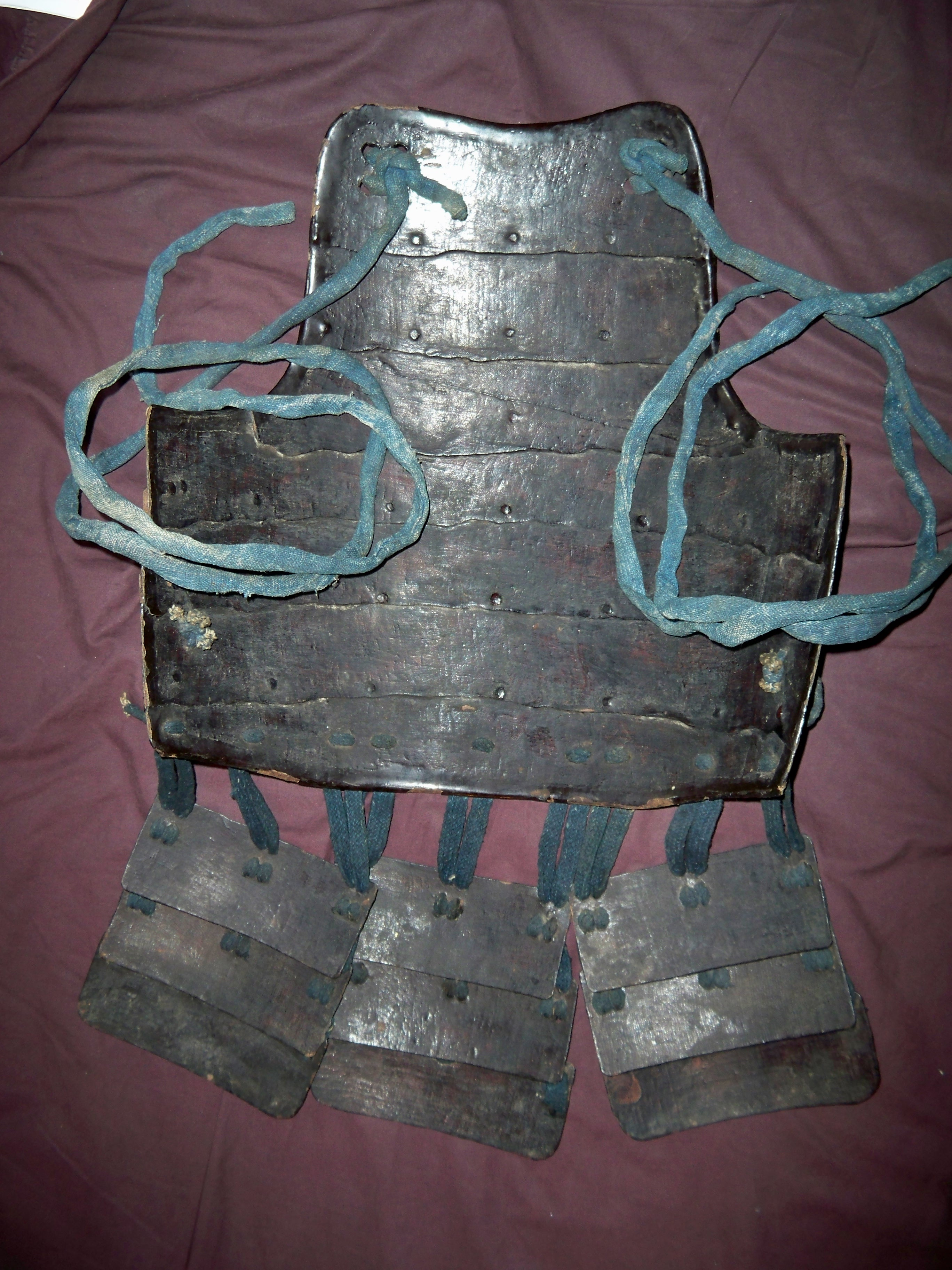
Hara-Ate
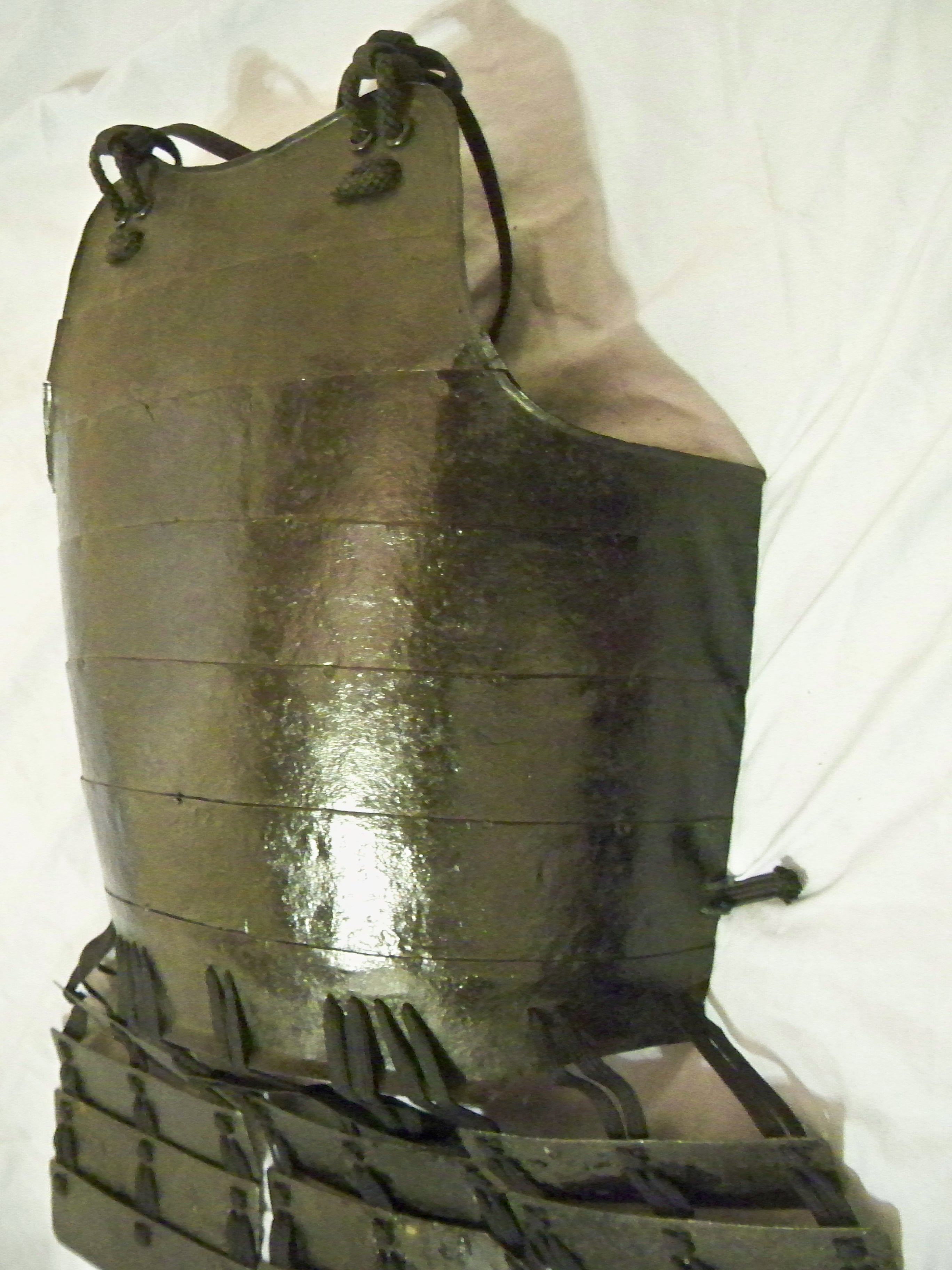
Hara-Ate
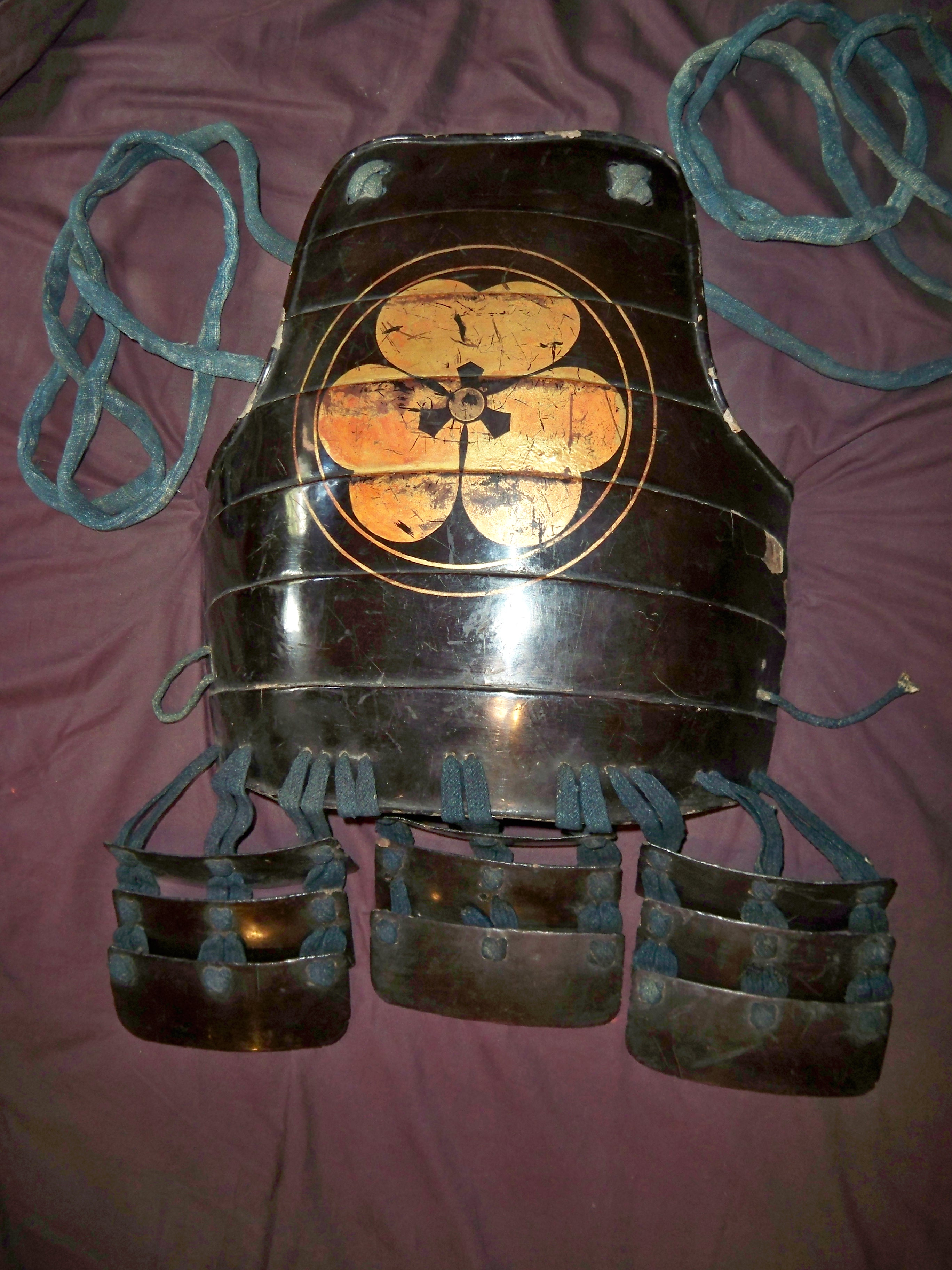
Hara-Ate, Brustpanzer aus einem Stück
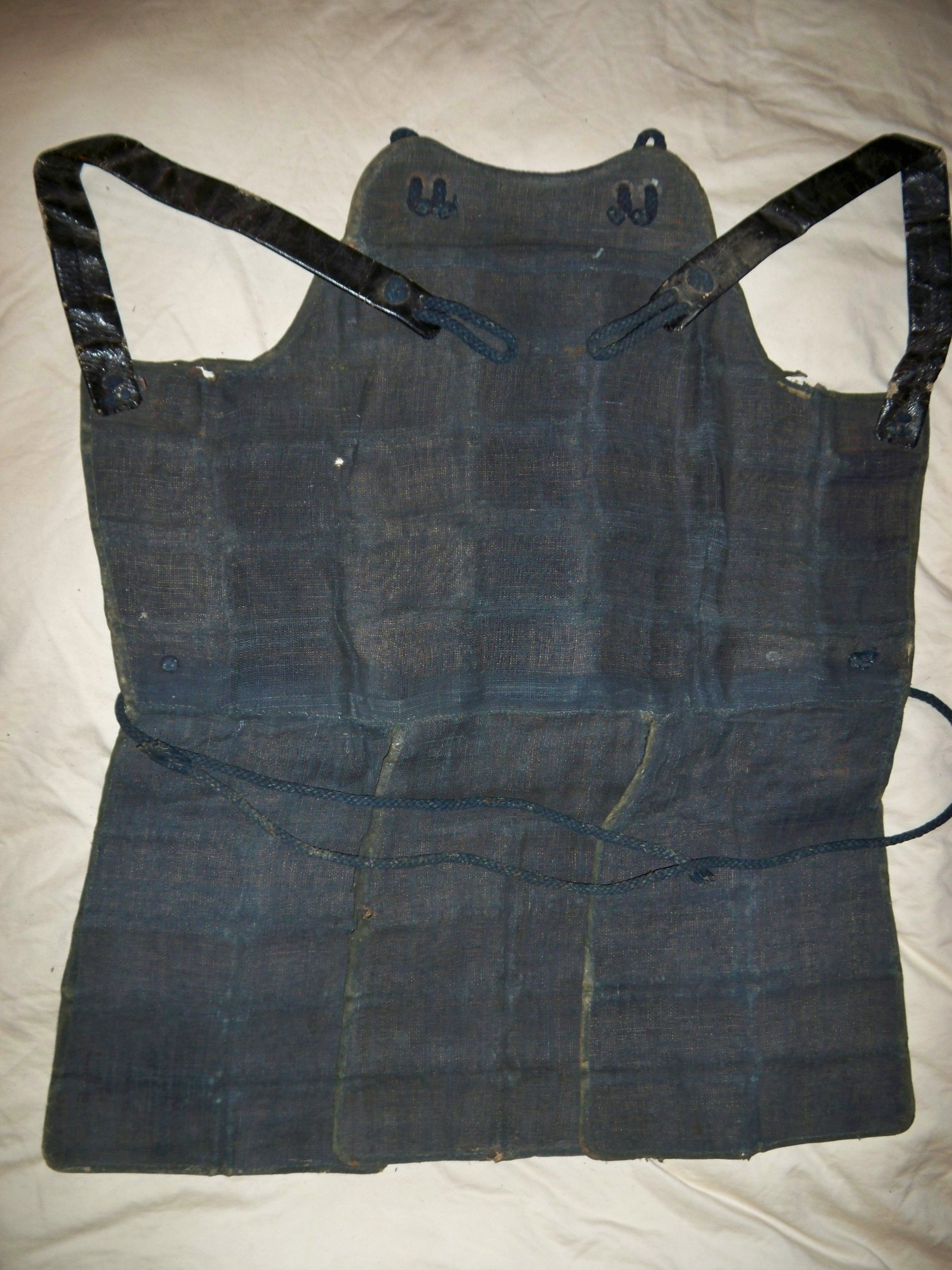
Hara-Ate-Karuta-Tatami-Do, faltbar